# Тетраплатинатритербий
Тетрапла̀тинатрите́рбий — бинарное неорганическое соединение, интерметаллид
платины и тербия
с формулой Pt4Tb3,
кристаллы.

## Получение
- Сплавление стехиометрических количеств чистых веществ:

{\displaystyle {\mathsf {4Pt+3Tb\ {\xrightarrow {1630^{o}C}}\ Pt_{4}Tb_{3}}}}

## Физические свойства
Тетраплатинатритербий образует кристаллы тригональной сингонии, пространственная группа R 3, параметры ячейки a = 1,3163 нм, c = 0,5689 нм, Z = 6,
структура типа триплутонийтетрапалладия Pd4Pu3.
Соединение образуется по перитектической реакции при температуре ≈1630 °C.